# شاپرک‌های کیسه‌دار
شاپرک‌های کیسه‌دار (نام علمی: Mimallonoidea) نام یک بالاخانواده از راسته پروانه‌سانان است